# Blog
Blog je webová aplikace obsahující příspěvky většinou jednoho editora na jedné webové stránce. Nejčastěji, nikoli však nezbytně, bývají zobrazovány v obráceném chronologickém pořadí (tj. nejnovější nahoře). Autor se nazývá bloger (či blogger), veškeré blogy a jejich vzájemné vztahy blogosféra.
Slovo „blog“ vzniklo stažením anglického „web log“, což v češtině zhruba znamená „webový zápisník“, a zkrácením slova „weblog“. Jedná se tedy o způsob zapisování informací, plně přizpůsobený online prostředí – konkrétně webovým stránkám, a především blogům. Lidé měli potřebu zaznamenávat zážitky a sdílet je s ostatními už od velmi dávných dob – rytím do kamene, psaním na hliněné tabulky, pergameny, do deníků a podobně. Online blogování je tedy moderní disciplína, kterou využívá pestrá škála autorů ke sdílení informací v online prostředí.
Weblogy tvoří nesmírně široké a diferencované textové a žánrové pole, takže pokusy o stručnou vyčerpávající definici formálními kritérii bývají neúspěšné: spektrum sahá od osobních „deníčků“ po oficiální zpravodajství firem, sdělovacích prostředků a politických kampaní, často je žánrové určení blogů publicistické (causerie, anotace, fejetony, vzpomínky, recenze, glosy, cestopisy a různě kombinované žánrové hybridy); do weblogu může přispívat stejně tak jediný autor, malá skupina přátel nebo široká komunita. Mnoho weblogů umožňuje přidávat komentáře k jednotlivým příspěvkům, takže kolem nich vzniká čtenářská komunita; jiné jsou neinteraktivní.
Různí se i formát weblogů, od prostého seznamu odkazů na webové stránky po dlouhé původní texty. Jednotlivé příspěvky jsou téměř vždy označeny datem a časem; jelikož odkazy jsou pro weblogy důležité, většina má způsob, jak archivovat starší příspěvky a určit jim stabilní URL adresu; ta se nazývá permalink. Stále častější a dnes už de facto standard je nabízet přehled nejnovějších příspěvků ve formátu RSS.
Blog může být odborný anebo osobní. Pro některé typy blogů se užívají odvozené názvy, např. edublog (education) pro vzdělávací nebo milblog (military) zaměřené na současné vojenské konflikty. Obdobné kanály zaměřené na média se můžou označovat photoblog (fotografie), vlog (video), zatímco mluvené audio se častěji označuje jako podcast.

## Historie

### Předchůdci
- Elektronické komunity existovaly před Internetem, ale zpravidla neměly takové kvality jako blogy. Například AP připojení byla podobná jako velká místnost pro chat, kde se setkávaly různé elektronické konverzace. Ostatní před-digitální elektronické komunity byly například sdružení lidí, kteří vysílali amatérské rádio. Jejich amatérské vysílání komunikovalo s ostatními na přímo. Tato rádia v zahraničí měla logy nazvané „glogs“, což byly osobní deníčky.
- Před blogy se staly populárními digitální komunity, které měly hodně forem. Jednou z nich byl například Usenet, elektronický mailing list, a Bulletin boards system (BBS). V roce 1990 se především v zahraničí objevoval software pro internetová fóra (WebX), který byl vytvořen pro související konverzace. Termín „thread“ bylo označení za sebou jdoucích zpráv na jedno zvláštní téma diskuse. Toto slovo se používalo v e-mailových konferencích, Usenetu a také na elektronických nástěnkách. Mnoho termínů z webloggingu vzniklo ve dřívějších dobách.
- Deníčkáři uchovávali zprávy na Internetu. Někteří nazývali sami sebe slovem „escribitionist“. Příkladem je široce čtený žurnál programátora Johna Carmacka, který byl vydáván skrze protokol finger.

### První weblogy
Blogging kombinuje osobní webovou stránku s nástroji, které umožňují snazší odkazování na jiné stránky. Tyto nástroje se nazývají blogroll a TrackBack. V Česku se příliš nepoužívají. Jeden z prvních bloggerů byl Justin Hall, který začal jako student Swarthmore College v roce 1994 psát svůj první blog.
Termín „weblog“ byl zřejmě vytvořen Jornem Bargerem v prosinci 1997. Zkrácená verze „blog“ byla vytvořena Peterem Merholzem, který v dubnu nebo květnu roku 1999 rozdělil slovo „weblog“ na frázi „we blog“ v navigační liště svého weblogu.

## Firemní blogy
Podle výzkumu Loudhouse Research používalo v září roku 2007 firemní blogy jako součást marketingu pouhých 5 % britských firem. Stejný průzkum prozradil, že celkem 85 % pracovníků marketingu považuje webovou prezentaci jako jeden z klíčových nástrojů propagace. Odborný blog o marketingu MediaGuru ve svém příspěvku uvedl, že jsou firemní blogy jedním ze způsobů, jak oslovit vybranou cílovou skupinu. Správně psaný blog navíc dodává firmě „lidskou tvář“.
Firmy však mají problém blog správně pojmout. Adam Javůrek, bývalý komunitní editor čtenářských blogů časopisu Respekt, prohlásil, že si firmy často pletou blogy s rubrikou pro tiskové zprávy. Přesto se stále více objevují společnosti, jejichž webové deníčky se obsahem blíží klasickým osobním blogům. Mezi tyto firmy patří například Google, správce české národní domény CZ.NIC, blog provozuje internetový portál Seznam.cz či česká pobočka banky mBank.

## Komunita
Díky tematickému cílení blogů se kolem nich začne vytvářet specifická komunita uživatelů. Ti prostřednictvím komentářů vytváří důležitou zpětnou vazbu. Členové komunity odebírají novinky prostřednictvím RSS a sledují aktivitu blogera na sociálních sítích. Často je mezi autorem blogu a komunitou velice osobní vztah.

## Mikroblogy
Mikroblogy (micro-blog) jsou velmi podobné blogům s tím rozdílem, že příspěvek délkou obvykle nepřesahuje 160 znaků (délka jedné SMS). Obsah příspěvku bývá odpovědí na otázku "Co právě dělám?". Někteří autoři mikroblog používají i jako prostředek pro sdílení krátkých zpráv z odborného prostředí. Častým obsahem příspěvku bývá odkaz (URL). Publikované odkazy bývají automaticky zkráceny za využití služeb typu TinyURL, za účelem zachování co nejkratší možné délky příspěvku. Mikroblogy je většinou možné ovládat (zasílat a přijímat zprávy) i z mobilního telefonu pomocí SMS a také pomocí instant messagerů. Mezi další vlastnosti mikroblogů patří možnost použití tagů a možnost reagovat na příspěvky ostatních (většinou pomocí vložení znaku @ následovaným přezdívkou).
Mezi nejoblíbenější globální mikroblogovací servery patří Twitter. Služba Twitter nabízí možnost na jednotlivé zprávy reagovat. Existovalo několik českých serverů, které nabízely možnost založit si mikroblog.